# Leonardo Orlandini
Leonardo Orlandini (Trapani, 1552-Palermo, 13 de septiembre de 1618), fue un teólogo, jurista y poeta italiano.
También de Leonardo Orlandini. poeta siciliano, se leen algunos hexámetros y pentámetros en las Rimas de los Académicos Encendidos de Palermo, recogidas y dadas a la luz por el barón Juan Bautista Corviso (cita sacada de la obra La poética o reglas de la poesía, de Ignacio de Luzán, Madrid: Antonio de Sancha, 1789, Tomo Primero)

## Biografía
Leonardo fue doctor en teología y en derecho civil y derecho canónico y muy versado en las bellas letras.
Leonardo es el primero que compuso versos líricos a imitación de Horacio y fue canónigo de Palermo, luego abad, y por último juez sinodal y vicario general de aquella diócesis.

## Obras
- Alcune rime, 1889.
- Hortus geographicus
- La Descrittione Latina del sito di Mongibello,.., 1611.
- Variarum imaginum liber tres
- Trapani in una breve descrizione
- Otras